# Mali Budići
Mali Budići falu Horvátországban Pozsega-Szlavónia megyében. Közigazgatásilag Pakráchoz tartozik.

## Fekvése
Pozsegától légvonalban 27, közúton 33 km-re északnyugatra, községközpontjától légvonalban 17, közúton 19 km-re északkeletre, Nyugat-Szlavóniában, a Papuk-hegység déli részén fekszik.

## Története
Budići település török uralom idején keletkezett, amikor Boszniából érkezett pravoszláv vlachok betelepültek be ide. Első írásos említése 1698-ban „Budiczy” alakban 10 portával a török uralom alól felszabadított települések összeírásában történt.
A 17. század végétől a török kiűzése után a területre folyamatosan telepítették be a keresztény lakosságot. Az első katonai felmérés térképén „Dorf Budics” néven találjuk. Lipszky János 1808-ban Budán kiadott repertóriumában „Budich” néven szerepel. Nagy Lajos 1829-ben kiadott művében „Budich” néven összesen 28 házzal és 198 ortodox vallású lakossal találjuk.
Az addig egységes Budići települést 1910-től Mali és Veliki Budićiként tartják nyilván. Mali Budićinek 1910-ben 65 lakosa volt. 1910-ben a népszámlálás adatai szerint teljes lakossága szerb anyanyelvű volt. Pozsega vármegye Pakráci járásának része volt. Az első világháború után 1918-ban az új szerb-horvát-szlovén állam, majd később (1929-ben) Jugoszlávia része lett. 1991-ben teljes lakossága szerb nemzetiségű volt. A délszláv háború idején kezdettől fogva szerb ellenőrzés alatt volt. A horvát hadsereg 136. szalatnai dandárjának alakulatai az Orkan ’91 hadművelet második szakaszában 1991. december 25-én foglalták vissza. Szerb lakossága nagyrészt elmenekült. Véglegesen 1995 májusában a Villám hadművelettel került horvát kézre az akkor már lakatlan falu. 2011-ben mindössze 2 állandó lakosa volt.

## Lakossága
| Lakosság változása | Lakosság változása | Lakosság változása | Lakosság változása | Lakosság változása | Lakosság változása | Lakosság változása | Lakosság változása | Lakosság változása | Lakosság változása | Lakosság változása | Lakosság változása | Lakosság változása | Lakosság változása | Lakosság változása | Lakosság változása |
| ------------------ | ------------------ | ------------------ | ------------------ | ------------------ | ------------------ | ------------------ | ------------------ | ------------------ | ------------------ | ------------------ | ------------------ | ------------------ | ------------------ | ------------------ | ------------------ |
| 1857               | 1869               | 1880               | 1890               | 1900               | 1910               | 1921               | 1931               | 1948               | 1953               | 1961               | 1971               | 1981               | 1991               | 2001               | 2011               |
| 0                  | 0                  | 0                  | 0                  | 0                  | 65                 | 50                 | 71                 | 42                 | 44                 | 43                 | 44                 | 31                 | 19                 | 6                  | 2                  |

(1900-ig lakosságát Budići néven Veliki Budićihez számították.)